# 曼努埃爾羅德里格斯島
曼努埃爾羅德里格斯島是智利的島嶼，位於該國南部太平洋海域，由麥哲倫-智利南極大區負責管轄，屬於阿德萊達皇后群島的一部分，長21英里、寬11英里，面積466平方公里，最高點海拔高度513米。